# Treći dan (strip)
Treći dan je strip epizoda Dilana Doga objavljena u Srbiji u svesci #202. u izdanju Veselog četvrtka. Na kioscima se pojavila 3. avgusta 2023. Koštala je 350 dinara (2,9 €; 3,3 $). Imala je 94 strane.

## Originalna epizoda
Originalna epizoda pod nazivom Il terzo giorno objavljena je premijerno u #411. regularne edicije Dilana Doga u Italiji u izdanju Bonelija. Izašla je 28.11.2020. Koštala je 4,9 €. Scenario je napisao Klaudiod Kjaveroti, a epizodu nacrtali Pjetro Dalanjol i Frančesko Katani. Naslovnu stranu nacrtao Điđi Kavenago.

## Ponovno pojavljivanje Voštanog čoveka
Voštani čovek se prvi put pojavio u #34 epizodi Tama, koja je u bivšoj Jugoslaviji izašla u maju 1990. godine. Epizodu je takođe nacrtao Klaudio Kjaveroti.

## Mračna trilogija
Ovo je poslednja od tri dela iz serijala Mračne trilogije, koja je započela u epizodi Povratak u mrak (#200).

## Prethodna i naredna epizoda
Prethodna sveska regularne edicije nosila je naslov Večita noć (#201), a naredna Loša berba (#203).